# Jason Spezza
Jason Anthony Rocco Spezza (Mississauga, 13 giugno 1983) è un hockeista su ghiaccio canadese professionista, che gioca nel ruolo d'ala per i Dallas Stars. Dalla stagione 2002-03 fino al 2013-14 ha giocato per gli Ottawa Senators, squadra di cui è stato capitano.